# Transcoderen
Transcoderen is het proces van het converteren van een mediabestand of een object van een formaat naar een ander formaat.
Het proces wordt vaak toegepast op videoformaten (bijvoorbeeld Beta naar VHS, VHS naar Quicktime, Quicktime naar MPEG). Maar het wordt ook toepast om HTML pagina's en afbeeldingbestanden te converteren, zodat deze te bekijken zijn op specifieke mobiele en webgebaseerde producten. Deze producten hebben vaak een kleiner scherm, beperkte geheugencapaciteit of kleinere bandbreedte. Transcoderen wordt tevens gebruikt om informatie in een breder netwerk toe te passen of te hergebruiken. Met name in webapplicaties en om videobestanden van grote dimensies en variabel formaat te publiceren in webapplicaties. 
In toenemende mate wordt transcoderen gebruikt in een proces waarbij een formaat realtime wordt omgezet in een ander formaat. Dit wordt gedaan bij toepassingen als uPnP streaming media servers, of mediapeeringtoepassingen.